# Врождённые физиологические рефлексы
Основные безусловные рефлексы новорождённого и грудного ребёнка делятся на две группы: сегментарные двигательные автоматизмы, обеспечивающиеся сегментами мозгового ствола (оральные автоматизмы) и спинного мозга (спинальные автоматизмы), и надсегментарные позотонические автоматизмы (центры продолговатого и среднего мозга).

## Спинальные двигательные автоматизмы

### Защитный рефлекс новорождённого
Если новорождённого положить на живот, то происходит рефлекторный поворот головы в сторону. Этот рефлекс выражен с первых часов жизни. У детей с поражением центральной нервной системы защитный рефлекс может отсутствовать, и, если не повернуть пассивно голову ребёнка в сторону, он может задохнуться. У детей с церебральным параличом при усилении экстензорного тонуса наблюдается продолжительный подъём головы и даже запрокидывание её назад.

### Рефлекс опоры и автоматическая походка новорождённых
У новорождённого нет готовности к стоянию, но он способен к опорной реакции. Если держать ребёнка вертикально на весу, то он сгибает ноги во всех суставах. Поставленный на опору ребёнок выпрямляет туловище и стоит на полусогнутых ногах на полной стопе. Положительная опорная реакция нижних конечностей является подготовкой к шаговым движениям. Если новорождённого слегка наклонить вперед, то он делает шаговые движения (автоматическая походка новорождённых). Иногда при ходьбе новорождённые перекрещивают ноги на уровне нижней трети голеней и стоп. Это вызвано более сильным сокращением аддукторов, что является физиологичным для этого возраста и внешне напоминает походку при детском церебральном параличе.
Реакция опоры и автоматическая походка физиологичны до 1—1,5 месяцев, затем они угнетаются и развивается физиологическая астазия-абазия. Только к концу 1 года жизни появляется способность самостоятельно стоять и ходить. У новорождённых с внутричерепной травмой, родившихся в асфиксии, в первые недели жизни реакция опоры и автоматическая походка часто угнетены или отсутствуют. При наследственных нервно-мышечных заболеваниях реакция опоры и автоматическая походка отсутствуют из-за резкой мышечной гипотонии. У детей с поражением центральной нервной системы автоматическая походка задерживается надолго.

### Рефлекс ползания (Бауэра) и спонтанное ползание
Новорождённого укладывают на живот (голова по средней линии). В таком положении он совершает ползающие движения — спонтанное ползанье. Если к подошвам приставить ладонь, то ребёнок рефлекторно отталкивается от неё ногами и ползание усиливается. В положении на боку и на спине эти движения не возникают. Координации движений рук и ног при этом не наблюдается. Ползающие движения у новорождённых становятся выраженными на 3—4-й день жизни. Рефлекс физиологичен до 4 месяцев жизни, затем он угасает. Самостоятельное ползание является предшественником будущих локомоторных актов. Рефлекс угнетен или отсутствует у детей, родившихся в асфиксии, а также при внутричерепных кровоизлияниях, травмах спинного мозга. Следует обратить внимание на асимметрию рефлекса. При заболеваниях центральной нервной системы ползающие движения сохраняются до 6—12 месяцев, как и другие безусловные рефлексы.

### Хватательный рефлекс
Появляется у новорождённого при надавливании на его ладони. Иногда новорождённый так сильно обхватывает пальцы, что его можно приподнять вверх (рефлекс Робинсона). Этот рефлекс является филогенетически древним. Новорождённые обезьяны захватом кистей удерживаются на волосяном покрове матери. При парезах рук рефлекс ослаблен или отсутствует, у заторможенных детей — реакция ослаблена, у возбудимых — усилена. Рефлекс физиологичен до 3—4 месяцев, в дальнейшем на базе хватательного рефлекса постепенно формируется произвольное захватывание предмета. Наличие рефлекса после 4—5 месяцев свидетельствует о поражении нервной системы.
Такой же хватательный рефлекс можно вызвать и с нижних конечностей. Надавливание большим пальцем на подушечку стопы вызывает подошвенное сгибание пальцев. Если же пальцем нанести штриховое раздражение на подошву стопы, то происходит тыльное сгибание стопы и веерообразное расхождение пальцев (физиологический рефлекс Бабинского).

### Рефлекс Галанта
При раздражении кожи спины вдоль позвоночника новорождённый изгибает спину, образуется дуга, открытая в сторону раздражителя. Нога на соответствующей стороне часто разгибается в тазобедренном и коленном суставах. Этот рефлекс хорошо вызывается с 5—6-го дня жизни. У детей с поражением нервной системы он может быть ослаблен или вовсе отсутствовать в течение 1-го месяца жизни. При поражении спинного мозга рефлекс отсутствует длительно. Рефлекс физиологичен до 3—4-го месяца жизни. При поражении нервной системы эту реакцию можно наблюдать во второй половине года и позже.

### Рефлекс Переса
Если провести пальцами, слегка надавливая, по остистым отросткам позвоночника от копчика к шее, ребёнок кричит, приподнимает голову, разгибает туловище, сгибает верхние и нижние конечности. Этот рефлекс вызывает у новорождённого отрицательную эмоциональную реакцию. Рефлекс физиологичен до 3—4-го месяца жизни. Угнетение рефлекса в период новорождённости и задержка его обратного развития наблюдается у детей с поражением центральной нервной системы.

### Рефлекс Моро
Рефлекс Моро вызывается различными приёмами: ударом по поверхности, на которой лежит ребёнок, на расстоянии 15 см от его головки, приподниманием разогнутых ног и таза над постелью, внезапным пассивным разгибанием нижних конечностей. Новорождённый отводит руки в стороны и открывает кулачки — 1 фаза рефлекса Моро. Через несколько секунд руки возвращаются в исходное положение — II фаза рефлекса Моро. Рефлекс выражен сразу после рождения, его можно наблюдать при манипуляциях акушера. У детей с внутричерепной травмой рефлекс в первые дни жизни может отсутствовать. При гемипарезах, а также при акушерском парезе руки наблюдается асимметрия рефлекса Моро.
При резко выраженной гипертонии имеется неполный рефлекс Моро: новорождённый только слегка отводит руки. В каждом случае следует определить порог рефлекса Моро — низкий или высокий. У грудных детей с поражением центральной нервной системы рефлекс Моро задерживается надолго, имеет низкий порог, часто возникает спонтанно при беспокойстве, различных манипуляциях. У здоровых детей рефлекс хорошо выражен до 4—5-го месяца, затем начинает угасать; после 5-го месяца можно наблюдать лишь отдельные его компоненты.

## Оральные сегментарные автоматизмы

### Сосательный рефлекс
При введении указательного пальца в рот на 3—4 см ребёнок делает ритмичные сосательные движения. Рефлекс является безусловным и отсутствует при парезе лицевых нервов, глубокой умственной отсталости, в тяжелых соматических состояниях.
Сосательный рефлекс у детей человека угасает обычно между тремя и четырьмя годами жизни, что объясняет, почему во многих культурах грудное вскармливание длится до возраста трёх—четырёх лет, т.е. до того возраста, до которого ребёнок сам сосёт грудь. 
Антрополог из США профессор Кэтрин А. Деттвайлер пришла к выводу, что потребность в сосании, т.е. естественный срок сосания груди (ожидаемый нашими детьми), может продолжаться от 2,5 до 7,0 лет.

### Поисковый рефлекс (рефлекс Куссмауля)
При поглаживании в области угла рта происходит опускание губы, отклонение языка и поворот головы в сторону раздражителя. Надавливание на середину верхней губы вызывает открытие рта и разгибание головы. При надавливании на середину нижней губы опускается нижняя челюсть и сгибается голова.
Этот рефлекс особенно хорошо выражен за 30 мин до кормления. Обращают внимание на симметричность рефлекса с двух сторон. Поисковый рефлекс
возникает в пренатальном периоде и наблюдается до 3—4 мес., затем угасает. Асимметрия рефлекса — односторонний парез лицевого нерва. Рефлекс отсутствует — двухсторонний парез лицевого нерва, поражение ЦНС. Сохранение рефлекса Куссмауля вместе с другими примитивными рефлексами (например, Бабкина) дольше 4-6 мес может указывать на развитие ДЦП.

### Хоботковый рефлекс
Быстрый удар пальцем по губам вызывает вытягивание губ вперед. Этот рефлекс сохраняется до 2—3 месяцев.

### Ладонно-ротовой рефлекс (рефлекс Бабкина)
При надавливании большим пальцем на область ладони новорождённого (обеих ладоней одновременно), ближе к тенару, происходит открывание рта и сгибание головы. Рефлекс ярко выражен у новорождённых в норме. Вялость рефлекса, быстрая истощаемость или отсутствие свидетельствуют о поражении ЦНС. Рефлекс может отсутствовать на стороне поражения при периферическом парезе руки. После 2 мес. он угасает и к 3 мес. исчезает.